# Бурмон (Верхня Марна)
Бурмо́н (фр. Bourmont) — колишній муніципалітет у Франції, у регіоні Гранд-Ест, департамент Верхня Марна. Населення — 503 осіб (2011).
Муніципалітет був розташований на відстані близько 250 км на схід від Парижа, 125 км на південний схід від Шалон-ан-Шампань, 35 км на схід від Шомона.

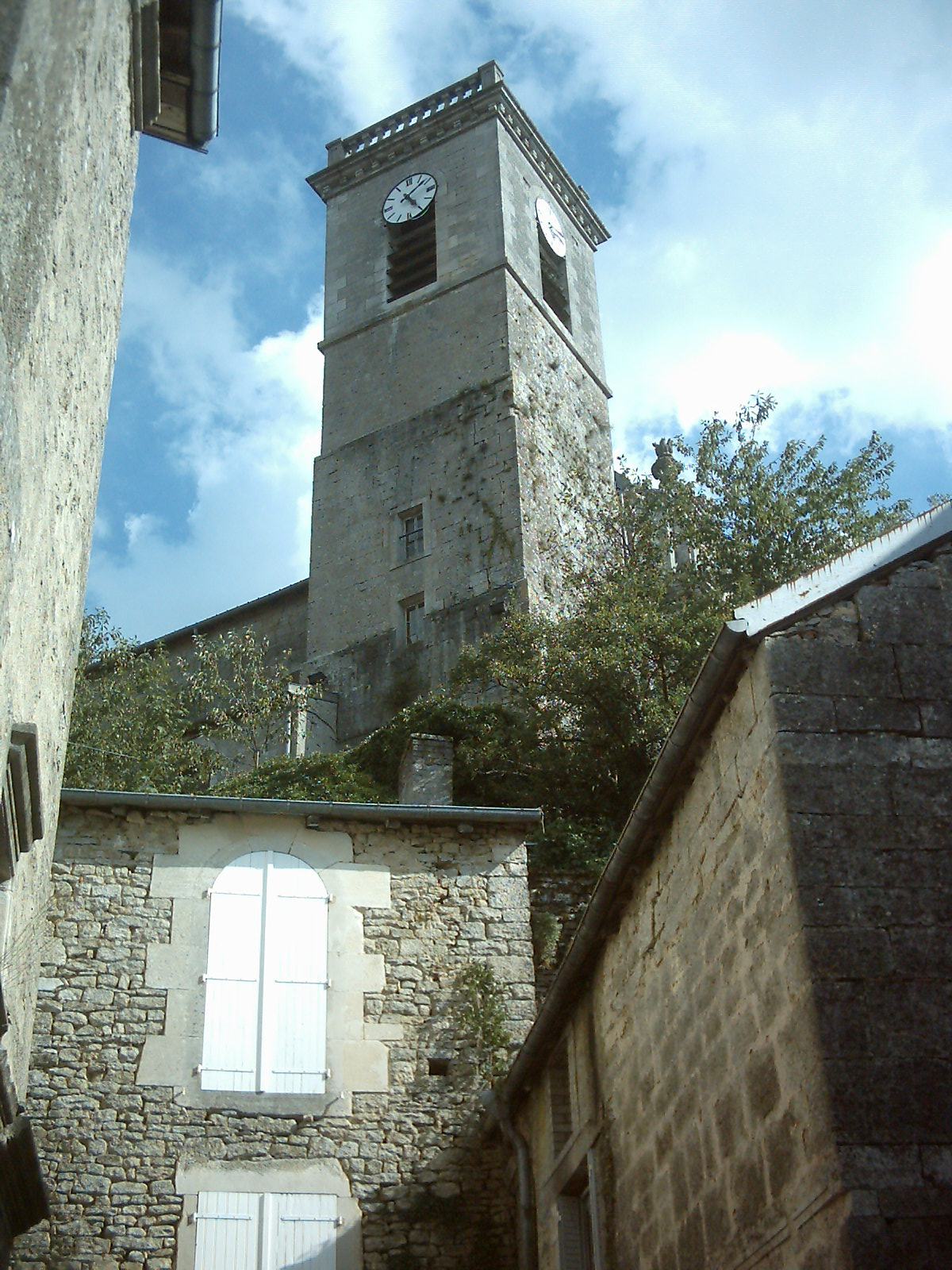

## Історія
До 2015 року муніципалітет перебував у складі регіону Шампань-Арденни. Від 1 січня 2016 року належав до нового об'єднаного регіону Гранд-Ест.
1 червня 2016 року Бурмон і Ніжон було об'єднано в новий муніципалітет Бурмонт-антр-Мез-е-Музон.

## Демографія
Динаміка населення (INSEE ):
Розподіл населення за віком та статтю (2006):
| Стать | Всього | До 15 років | 15-24 | 25-44 | 45-64 | 65-85 | Понад 85 |
| --- | ------ | ----------- | ----- | ----- | ----- | ----- | -------- |
| Чоловіки | 264    | 76          | 16    | 68    | 48    | 52    | 4        |
| Жінки | 288    | 60          | 16    | 76    | 60    | 52    | 24       |
| \| Статево-вікова піраміда \| Статево-вікова піраміда \| Статево-вікова піраміда \| \| ----------------------- \| ----------------------- \| ----------------------- \| \| Чоловіки \| Вік \| Жінки \| \| 4 \| 85 + \| 24 \| \| 16 \| 80-84 \| 16 \| \| 4 \| 75-79 \| 8 \| \| 8 \| 70-74 \| 12 \| \| 24 \| 65-69 \| 16 \| \| 8 \| 60-64 \| 24 \| \| 8 \| 55-59 \| 8 \| \| 12 \| 50-54 \| 20 \| \| 20 \| 45-49 \| 8 \| \| 32 \| 40-44 \| 8 \| \| 20 \| 35-39 \| 28 \| \| 8 \| 30-34 \| 24 \| \| 8 \| 25-29 \| 16 \| \| 8 \| 20-24 \| 8 \| \| 8 \| 15-20 \| 8 \| \| 48 \| 10-14 \| 16 \| \| 12 \| 5-9 \| 24 \| \| 16 \| 0-4 \| 20 \| |        |             |       |       |       |       |          |
| Статево-вікова піраміда |        |             |       |       |       |       |          |
| Чоловіки | Вік    | Жінки       |       |       |       |       |          |
| 4 | 85 +   | 24          |       |       |       |       |          |
| 16 | 80-84  | 16          |       |       |       |       |          |
| 4 | 75-79  | 8           |       |       |       |       |          |
| 8 | 70-74  | 12          |       |       |       |       |          |
| 24 | 65-69  | 16          |       |       |       |       |          |
| 8 | 60-64  | 24          |       |       |       |       |          |
| 8 | 55-59  | 8           |       |       |       |       |          |
| 12 | 50-54  | 20          |       |       |       |       |          |
| 20 | 45-49  | 8           |       |       |       |       |          |
| 32 | 40-44  | 8           |       |       |       |       |          |
| 20 | 35-39  | 28          |       |       |       |       |          |
| 8 | 30-34  | 24          |       |       |       |       |          |
| 8 | 25-29  | 16          |       |       |       |       |          |
| 8 | 20-24  | 8           |       |       |       |       |          |
| 8 | 15-20  | 8           |       |       |       |       |          |
| 48 | 10-14  | 16          |       |       |       |       |          |
| 12 | 5-9    | 24          |       |       |       |       |          |
| 16 | 0-4    | 20          |       |       |       |       |          |

## Економіка
2010 року серед 299 осіб працездатного віку (15—64 років) 205 були активними, 94 — неактивними (показник активності 68,6%, у 1999 році було 66,4%). З 205 активних мешканців працювало 179 осіб (93 чоловіки та 86 жінок), безробітними було 26 (15 чоловіків та 11 жінок). Серед 94 неактивних 24 особи були учнями чи студентами, 47 — пенсіонерами, 23 були неактивними з інших причин.

У 2010 році в муніципалітеті числилось 194 оподатковані домогосподарства, у яких проживали 459,0 особи, медіана доходів виносила 17 664 євро на одного особоспоживача